# Campeonato Mundial de Esqui Estilo Livre de 2013 - Moguls masculino
A prova do moguls masculino do Campeonato Mundial de Esqui Estilo Livre de 2013 foi disputada entre os dias 5 e 6 de março em Voss na Noruega. Participaram 51 atletas de 18 nacionalidades.

## Medalhistas
| Ouro                   | Prata                    | Bronze               |
| Mikaël Kingsbury (CAN) | Alexandre Bilodeau (CAN) | Patrick Deneen (USA) |

## Resultados

### Qualificação
51 atletas participaram do processo qualificatório. Os 18 melhores avançaram para a final.
| Pos. | Bib | Esquiador            | Nacionalidade  | Corrida 1 | Corrida 2 | Notas |
| ---- | --- | -------------------- | -------------- | --------- | --------- | ----- |
| 1    | 1   | Mikaël Kingsbury     | Canadá         | 26.76     |           | Q     |
| 2    | 2   | Alexandre Bilodeau   | Canadá         | 26.39     |           | Q     |
| 3    | 12  | Per Spett            | Suécia         | 25.15     |           | Q     |
| 4    | 3   | Patrick Deneen       | Estados Unidos | 25.02     |           | Q     |
| 5    | 6   | Sho Endo             | Japão          | 24.83     |           | Q     |
| 6    | 26  | Sam Hall             | Austrália      | 24.62     |           | Q     |
| 7    | 5   | Marc-Antoine Gagnon  | Canadá         | 24.42     |           | Q     |
| 8    | 4   | Bradley Wilson       | Estados Unidos | 24.27     |           | Q     |
| 9    | 22  | Choi Jae-Woo         | Coreia do Sul  | 24.14     |           | Q     |
| 10   | 14  | Matt Graham          | Austrália      | 24.07     |           | Q     |
| 11   | 8   | Philippe Marquis     | Canadá         | 24.04     | 24.18     | Q     |
| 12   | 16  | Vinjar Slatten       | Noruega        | 23.74     | 23.90     | Q     |
| 13   | 7   | Alexandr Smyshlyaev  | Rússia         | 22.36     | 23.89     | Q     |
| 14   | 10  | Dylan Walczyk        | Estados Unidos | 23.07     | 23.77     | Q     |
| 15   | 9   | Bryon Wilson         | Estados Unidos | 23.18     | 23.59     | Q     |
| 16   | 52  | Brodie Summers       | Austrália      | 20.28     | 23.43     | Q     |
| 17   | 20  | Ludvig Fjällström    | Suécia         | 22.31     | 23.38     | Q     |
| 18   | 34  | Jussi Penttala       | Finlândia      | 22.79     | 23.28     | Q     |
| 19   | 32  | Adam Gummesson       | Suécia         | 22.31     | 23.12     |       |
| 20   | 21  | Arttu Kiramo         | Finlândia      | 23.77     | 22.91     |       |
| 21   | 27  | Tevje-Lie Andersen   | Noruega        | 22.96     | 22.84     |       |
| 22   | 13  | Dmitriy Reiherd      | Cazaquistão    | 22.10     | 22.79     |       |
| 23   | 11  | Anthony Benna        | França         | 20.95     | 22.71     |       |
| 24   | 41  | Jens Lauritz         | Suécia         | 23.10     | 22.55     |       |
| 25   | 28  | Motoki Shikata       | Japão          | 21.15     | 22.48     |       |
| 26   | 15  | Andrey Volkov        | Rússia         | 23.47     | 22.29     |       |
| 27   | 29  | Denis Dolgodvorov    | Rússia         | 20.89     | 22.25     |       |
| 28   | 42  | Darius Baradaran     | Irão           | 21.54     | 21.99     |       |
| 29   | 25  | Sora Yoshikawa       | Japão          | 21.80     | 21.95     |       |
| 30   | 23  | Ivan Panfilov        | Rússia         | 22.14     | 21.86     |       |
| 31   | 18  | Sacha Theocharis     | França         | 22.49     | 21.82     |       |
| 32   | 31  | Dmitriy Barmashov    | Cazaquistão    | 19.82     | 21.76     |       |
| 33   | 19  | Nobuyuki Nishi       | Japão          | 22.64     | 21.68     |       |
| 34   | 37  | Marco Tadé           | Suíça          | 17.41     | 21.61     |       |
| 35   | 36  | Ville Miettunen      | Finlândia      | 22.56     | 21.59     |       |
| 36   | 38  | Seo Myung-Joon       | Coreia do Sul  | 15.37     | 21.33     |       |
| 37   | 30  | Pavel Kolmakov       | Cazaquistão    | 20.64     | 21.15     |       |
| 38   | 35  | Jimi Salonen         | Finlândia      | 21.10     | 20.59     |       |
| 39   | 47  | Guilbaut Colas       | França         | 22.65     | 20.28     |       |
| 40   | 39  | Kim Ji-Hyon          | Coreia do Sul  | 22.00     | 19.62     |       |
| 41   | 48  | Knut Lemme           | Noruega        | 22.35     | 19.59     |       |
| 42   | 44  | Ning Suning          | China          | 18.02     | 19.29     |       |
| 43   | 51  | Vaclav Novak         | Chéquia        | 19.33     | 18.25     |       |
| 44   | 45  | Zhao Yang            | China          | 14.86     | 17.45     |       |
| 45   | 50  | Joakim Rykke Stabaek | Noruega        | 18.27     | 15.52     |       |
| 46   | 43  | Chen Kang            | China          | 15.22     | 14.51     |       |
| 47   | 17  | Giacomo Matiz        | Itália         | 21.66     | 8.43      |       |
| 48   | 46  | Lukáš Vaculík        | Chéquia        | 17.05     | 5.54      |       |
| 49   | 24  | Arnaud Burille       | França         | 22.44     | DNF       |       |
| 50   | 49  | Nejc German          | Eslovênia      | 13.95     | DNS       |       |
| 51   | 40  | Colin Lang           | Polónia        | DNS       | DNS       |       |

### Final
Os 18 esquiadores disputaram no dia 6 de março a final da prova.
| Pos.              | Bib | Esquiador           | Nacionalidade  | Corrida 1 | Corrida 2 | Notas |
| ----------------- | --- | ------------------- | -------------- | --------- | --------- | ----- |
| Medalha de ouro   | 1   | Mikaël Kingsbury    | Canadá         | 26.99     | 27.59     |       |
| Medalha de prata  | 2   | Alexandre Bilodeau  | Canadá         | 25.86     | 26.95     |       |
| Medalha de bronze | 3   | Patrick Deneen      | Estados Unidos | 25.83     | 25.90     |       |
| 4                 | 14  | Matt Graham         | Austrália      | 25.40     | 24.42     |       |
| 5                 | 22  | Choi Jae-Woo        | Coreia do Sul  | 26.06     | 23.94     |       |
| 6                 | 12  | Per Spett           | Suécia         | 25.76     | 23.38     |       |
| 7                 | 52  | Brodie Summers      | Austrália      | 25.07     |           |       |
| 8                 | 4   | Bradley Wilson      | Estados Unidos | 24.82     |           |       |
| 9                 | 16  | Vinjar Slatten      | Noruega        | 24.81     |           |       |
| 10                | 9   | Bryon Wilson        | Estados Unidos | 24.81     |           |       |
| 11                | 26  | Sam Hall            | Austrália      | 24.60     |           |       |
| 12                | 6   | Sho Endo            | Japão          | 24.59     |           |       |
| 13                | 7   | Alexandr Smyshlyaev | Rússia         | 24.55     |           |       |
| 14                | 10  | Dylan Walczyk       | Estados Unidos | 24.31     |           |       |
| 15                | 8   | Philippe Marquis    | Canadá         | 24.29     |           |       |
| 16                | 20  | Ludvig Fjällström   | Suécia         | 24.11     |           |       |
| 17                | 5   | Marc-Antoine Gagnon | Canadá         | 23.64     |           |       |
| 18                | 34  | Jussi Penttala      | Finlândia      | DNF       |           |       |

Legenda
| Recorde mundial       | Recorde mundial (World record)               |                       | Recorde africano                      | Recorde africano (African) |                                           | Q | Classificado por posição (Qualified) |
| Recorde do campeonato | Recorde do campeonato (Championship record)  | Recorde da América    | Recorde da América (Americas)         | q                          | Classificado por melhor tempo (Qualified) |   |                                      |
| Melhor marca do ano   | Melhor marca do ano (World leading)          | Recorde asiático      | Recorde asiático (Asian)              | DNS                        | Não largou (Did not start)                |   |                                      |
| Recorde nacional      | Recorde nacional (National record)           | Recorde europeu       | Recorde europeu (European)            | DNF                        | Não terminou (Did not finish)             |   |                                      |
| Recorde pessoal       | Recorde pessoal do atleta (Personal best)    | Recorde da Oceania    | Recorde da Oceania (Oceania)          | DSQ / DQ                   | Desclassificado (Disqualified)            |   |                                      |
| Recorde da temporada  | Recorde da temporada do atleta (Season best) | Recorde sul-americano | Recorde sul-americano (South America) | NM                         | Sem marca (No mark)                       |   |                                      |